# Ebrima Darboe
Ebrima Darboe (Serekunda, 6 de junho de 2001) é um futebolista gambiano que atua como volante. Atualmente defende a Roma e a Seleção Gambiana.

## Vida pessoal
Nascido em Bakoteh, um distrito da cidade de Serekunda, Darboe saiu da Gâmbia aos 14 anos e chegou sozinho à Líbia, antes de embarcar para a Sicília, desembarcando na ilha na condição de refugiado após seis meses de viagem.
Na Itália, chegou como migrante menor de idade desacompanhado e se mudou para Rieti, onde atuaria no Young Rieti, equipe amadora da cidade.

## Carreira
Após um ano defendendo o Young Rieti, Darboe foi para a Roma em 2017 e estreou nas categorias de base em janeiro de 2019. Em julho do mesmo ano, assinou seu primeiro contrato profissional com os Giallorossi, que relacionou o volante pela primeira vez em outubro, mas ele não deixou o banco de reservas na partida contra o Milan, que terminou com vitória da Roma por 2 a 1.[carece de fontes?]
Foi somente em abril de 2021 que Darboe faria sua estreia como profissional, entrando nos 10 minutos finais do jogo contra a Sampdoria. 4 dias depois, disputou seu primeiro jogo em uma competição continental, enfrentando o Manchester United, pela semifinal da Liga Europa. Em maio, tornou-se o primeiro atleta nascido na década de 2000 a disputar um Derby della Capitale.
Fez parte do elenco campeão da primeira edição da Liga Conferência Europa da UEFA, disputando 3 partidas (todas pela fase de grupos).[carece de fontes?]
Em julho de 2023, foi emprestado ao LASK, atuando em 8 jogos oficiais (5 pelo Campeonato Austríaco, 1 pela Copa da Áustria e 2 pela Liga Europa). Em fevereiro de 2024, o empréstimo ao clube austríaco foi encerrado e, pouco depois, foi cedido para a Sampdoria até o final da temporada.

## Seleção Gambiana
Em outubro de 2020, Darboe foi convocado pela primeira vez para a Seleção Gambiana, estreando oficialmente pelos Escorpiões em junho do ano seguinte, na vitória por 2 a 0 sobre o Níger, em amistoso disputado em Manavgat, na Turquia.
Participou de 2 edições da Copa das Nações Africanas, tendo como melhor desempenho em 2021, quando os gambianos chegaram até as quartas-de-final, tendo participado de 3 jogos. Na edição seguinte, atuou nas partidas contra Senegal e Guiné, mas não evitou a eliminação na primeira fase.[carece de fontes?]

## Títulos
Roma
- Liga Conferência Europa da UEFA: 2021–22[19]